# Chalcopsitta scintillata
El lori chispeado (Chalcopsitta scintillata) es una especie de ave psitaciforme de la familia Psittaculidae endémica de Nueva Guinea y las islas Aru. 

## Descripción

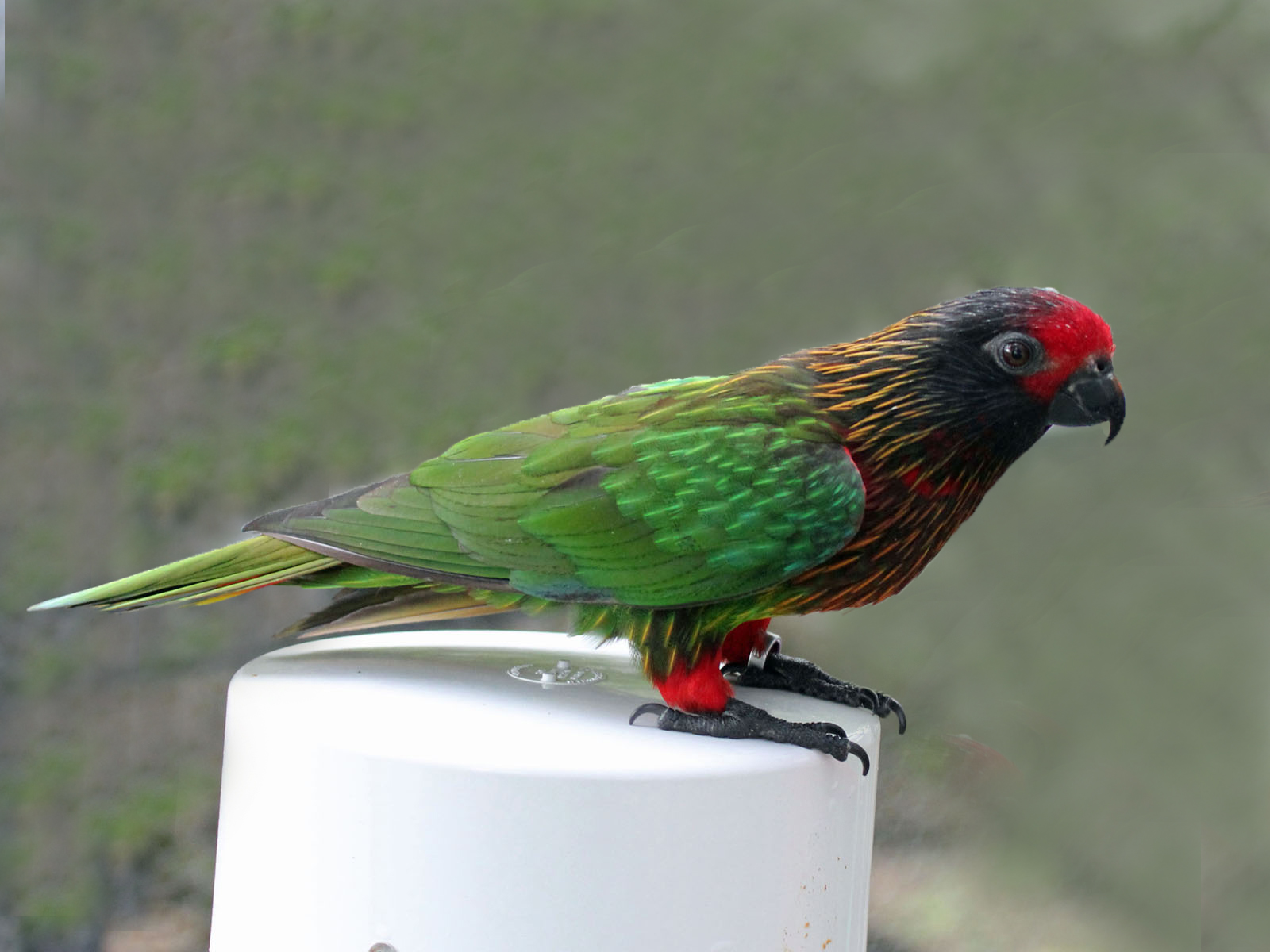
Ejemplar domesticado.

El lori chispeado mide alrededor de 31 cm de largo. Su plumaje es principalmente verde, con la cabeza gris negruzca salvo la frente y lorum que son de color rojo intenso, también es rojo el plumaje de la parte inferior de las patas. Las plumas de su cuello y partes inferiores tienen una fina lista amarilla central, y también tienen rayitas claras las plumas de su manto y coberteras alares, lo que le da a su plumaje un aspecto salpicado de chispas al que debe su nombre. Presenta un anillo ocular gris alrededor de ojos con iris rojizo. Su pico es negro.

## Taxonomía
La especie Chalcopsitta scintillata está compuesta por tres subespecies:
- Chalcopsitta scintillata chloroptera Salvadori 1876
- Chalcopsitta scintillata rubrifrons Gray,GR 1858
- Chalcopsitta scintillata scintillata (Temminck) 1835

## Distribución y hábitat
Se encuentra únicamente en el sur de la isla de Nueva Guinea y las islas Aru. Sus hábitats naturales son los bosques húmedos tropicales de tierras bajas y los manglares tropicales.